# پیراهن ورزشی (فیلم ۲۰۱۹)
پیراهن ورزشی (به انگلیسی: Jersey) فیلمی هندی محصول سال ۲۰۱۹ و به کارگردانی گوتام تینانوری است. در این فیلم بازیگرانی همچون نانی و شرادها سرینات ایفای نقش کرده‌اند.